# روکاپیمونته
روکاپیمونته (به ایتالیایی: Roccapiemonte) یک کومونه در ایتالیا است که در استان سالرنو واقع شده‌است. روکاپیمونته ۵٫۲۲ کیلومتر مربع مساحت و ۹٬۲۶۳ نفر جمعیت دارد و ۸۶ متر بالاتر از سطح دریا واقع شده‌است.